# Florian Dąbrowski
Florian Dąbrowski (ur. 6 marca 1798 w Trojanach pod Zgierzem, zm. 2 maja 1848 w Śremie) – polski oficer, uczestnik powstania listopadowego i wielkopolskiego.

## Życiorys
Wnuk Onufrego Dąbrowskiego, syn Kazimierza Dąbrowskiego herbu Jastrzębiec i Marianny z Chrząstowa Wielkiego Dąbrowskich herbu Ogończyk.
Do armii polskiej wstąpił w 1816 roku, a w 1817 został awansowany na podporucznika 2 pułku strzelców pieszych. Jako porucznik przeszedł w 1825 roku do 7 pułku piechoty liniowej, a w 1830 należał do spisku podchorążych. W powstaniu listopadowym dowodził kompanią w niedawno utworzonym 5 pułku strzelców pieszych. Awansował w lutym na kapitana, a w lipcu na majora. W lipcu 1831 otrzymał złoty krzyż Virtuti Militari za zasługi w obronie Warszawy. Gdy powstanie upadło przeszedł z korpusem generała Macieja Rybińskiego do Prus, a w 1832 wyemigrował do Francji i osiadł w Awinionie, później w Guéret, Evaux i Tours. Tam wstąpił do Zjednoczenia Emigracji Polskiej, a w 1846 do Towarzystwa Demokratycznego Polskiego.
W okresie Wiosny Ludów wrócił do Polski i wstąpił do armii Wielkiego Księstwa Poznańskiego. Początkowo od Ludwika Mierosławskiego otrzymał nominację na dowódcę obozu powstańczego, który miał się formować w Mieścisku k. Wągrowca (co nie zostało zrealizowane). 23 kwietnia podczas powstania jako major objął dowództwo obozu w Książu. Stoczył tam 29 kwietnia bitwę (bitwa pod Książem) z czterokrotnie silniejszymi siłami pruskimi pułkownika Brandta, w której na skutek odniesionych ran zmarł.
Jego prochy, w dziewięć lat po pogrzebie, wskutek decyzji pruskiego landrata o rozebraniu pomnika, zostały przeniesione do grobowca rodziny Dąbrowskich w Winnej Górze przez Bronisława, syna Henryka Dąbrowskiego, mimo że Florian z rodziną tą nie był spokrewniony. Jest patronem ulicy w Śremie i w Książu Wielkopolskim.